# مايكل كاروسو
مايكل كاروسو (بالإنجليزية: Michael Caruso)‏ هو كاتب أغاني ومغني أمريكي، ولد في 23 مايو 1954 في فيلادلفيا في الولايات المتحدة.